# Paul Menard
Paul Menard, född den 21 juli 1980 i Eau Claire i Wisconsin, är en amerikansk racerförare. Han är son till företagsägaren John Menard Jr., vars företag Menard's sponsrar sonen i NASCAR.

## Racingkarriär
Menard blev nia i ARCA ReMax Series 2001, sasmt sjua 2002, och hans fars pengar möjliggjorde att han kunde köra i Nascar Busch Series och truck-serien under 2003. Menard etablerade sig i Busch Series, som en av seriens bästa heltidsförare, och fick även göra sin debut i Cupseries 2003 på Watkins Glen International. Menard vann sin första seger i Nascar-sammanhang på Milwaukee Mile säsongen 2006 i Busch Series, och han blev sexa i mästerskapet både 2005 och 2006. I den högsta divisionen Sprint Cup har dock framgångarna låtit vänta på sig för Menard, som tog sin första pallplats på Talladega Superspeedway säsongen 2008, efter att tidigare tagit pole position på Daytonas sommarrace. 2008 blev Menard 26:a i Sprint Cup, sedan han bara klarade av att nå framgångar på banor med restriktorplatta.

## Lag
NASCAR Sprint Cup Series
2003 Andy Petree Racing (33)
2005–2008 Dale Earnhardt Inc (1 15)
2009 Yates Racing (98)
2010 Richard Petty Motorsports (98)
2011– Richard Childress Racing (27)
NASCAR Nationwide Series
2003–2004 Andy Petree Racing (55 33)
2004–2008 Dale Earnhardt Inc (11 15)
2009 Yates Racing (98)
2010 Roush Fenway Racing (98)
2011 Kevin Harvick Inc (33)
2012– Richard Childress Racing (33)
NASCAR Craftsman Truck Series
2003 Andy Petree Racing (33)
2007 Billy Ballew Motorsports (51)